# De Mayo-reactie
De De Mayo-reactie is een organische reactie waarbij de enolvorm van een 1,3-diketon onder invloed van licht van een geschikte golflengte met een alkeen reageert tot een cyclobutaanderivaat, dat vervolgens, doorgaans onder invloed van een milde base, een retro-aldolreactie ondergaat. Het resultaat is de vorming van een 1,5-diketon:
De reactie start met een [2π+2π]-cycloadditie, waarna een base de retro-aldolreactie induceert. Deze verloopt vlot: de drijvende kracht is het opheffen van de ringspanning in de cyclobutaanring. Het netto-effect van de De Mayo-reactie is een formele insertie van de dubbele binding tussen de twee ketonfunctionaliteiten. De reactie bewijst haar nut bij sommige transformaties, waarbij een alternatieve 1,5-diketonsynthese (zoals een Michael-additie) niet mogelijk blijkt. Verder is ze interessant wanneer de cycloadditie intramoleculair kan plaatsgrijpen: op deze manier kunnen grotere ringen gevormd worden. Een voorbeeld daarvan komt voor in de totaalsynthese van het natuurproduct longifoleen door Wolfgang Oppolzer:
De reactie is genoemd naar Paul de Mayo, een onderzoeker van de Universiteit van West-Ontario.